# Helga Hirsch
Helga Hirsch (ur. 23 marca 1948 w Estorf/Weser) – niemiecka niezależna publicystka (m.in. Die Welt, Frankfurter Allgemeine Zeitung). Wiele lat pracowała na terenie Polski jako korespondentka niemieckiego tygodnika Die Zeit.

## Życiorys
Helga Hirsch urodziła się i wychowała w Dolnej Saksonii. Jej ojciec pochodził z Wrocławia. W 1967 r. przeprowadziła się do Berlina Zachodniego, gdzie po przerwanych studiach teologicznych studiowała germanistykę oraz politologię na kierunku nauczycielskim na Wolnym Uniwersytecie Berlińskim. Była aktywna politycznie i wstąpiła do założonej w 1970 roku maoistowskiej K-Gruppe KPD/AO. Działała tam pod pseudonimem, ale została zdemaskowana przez służby specjalne i otrzymała zakaz wykonywania pracy.
Podczas jej pierwszej wizyty w Polsce w 1978 roku spotkała się z opozycjonistami z Komitetu Obrony Robotników (KOR) oraz Wolnych Związków Zawodowych w Gdańsku. Spotkania wywarły na niej tak silne wrażenie, że postanowiła ostatecznie odwrócić się od komunizmu. Pracę doktorską napisała o polskim antykomunistycznym ruchu oporu. W 1985 roku wydała dzieło zbiorowe z esejami polskiego dysydenta Adama Michnika. (Podobną drogę przebył publicysta Gerd Koenen, który również działał w K-Gruppe, od której zdystansował się pod wpływem kontaktów z Michnikiem).
Od 1985 roku pracowała jako dziennikarka, od 1989 roku jako korespondentka niemieckiego tygodnika Die Zeit w Warszawie. Jej pierwszym artykułem był wywiad z poetą Zbigniewem Herbertem. Otwarcie stawała po stronie ruchu opozycyjnego „Solidarność”, który przez liberalnych lewicowych liderów opinii z Niemiec postrzegany był raczej krytycznie, gdyż jego działania stanowiły potencjalne zagrożenie dla „zmian poprzez zbliżenie”, czyli jednej z koncepcji polityki odprężenia.
Po zmianach ustrojowych w 1989 roku zaczęła tracić początkową, bardzo emocjonalną więź z Polską. Była rozczarowana tym, że w polskiej opinii publicznej nie nastąpiło żadne konsekwentne rozliczenie się z przeszłością, zamiast tego definitywnie odcięto się od komunizmu w formie „grubej kreski”. Poza tym krytykowała brak gotowości do podjęcia działań w sprawie np. powojennych polskich zbrodni na Niemcach albo polskiego antysemityzmu: „Polen stellt sich der Vergangenheit … kaum, … im öffentlichen Bewußtsein existiert die national Geschichte selektiv als Tradition heroisierender Mythenbilder” (czyli: Polska prawie w ogóle nie rozlicza się z przeszłością [...], w świadomości społeczeństwa historia narodu istnieje tylko selektywnie jako tradycja heroicznych, mitycznych obrazów).
Od 1996 roku Helga Hirsch pracuje jako niezależna publicystka głównie dla niemieckiego dziennika Die Welt. Wydała kilka książek. W 1998 roku ukazała się książka Zemsta ofiar o uwięzieniu w obozach i pracy przymusowej niemieckich cywili w Polsce po II wojnie światowej, w 2002 Nie mam keine buty z historiami z życia Żydów, Polaków i Niemców jako etnicznych „Grenzengänger” (osoba jeżdżąca często między dwoma krajami lub osoba poruszająca się na krawędzi życia i śmierci). W 2004 roku wydała książkę Schweres Gepäck o niemieckich wypędzonych „drugiej generacji”, w 2007 roku opisała w książce Entwurzelt utratę ojczyzny przez Polaków, Żydów, Ukraińców i Niemców podczas II wojny światowej. W 2008 roku wraz z polską badaczką holocaustu Barbarą Engelking wydała książkę Niewygodne Prawdy –  Polska i jej stosunek do Żydów z najważniejszymi polskimi tekstami z lat 1987–2008 traktującymi o polskim antysemityzmie. W Gehen oder bleiben? z 2011 roku opisuje jak po II wojnie światowej przez krótką chwilę prawie połowa Żydów polskich żyła na terenie Dolnego Śląska i Pomorza. Helga Hirsch jest również autorką programów dokumentalnych przeznaczonych dla stacji radiowych i telewizyjnych, takich jak WDR, Deutschlandfunk i ARTE.
W latach 2012–2014 Helga Hirsch zasiadała w jury Polsko-Niemieckiej Nagrody Dziennikarskiej im. Tadeusza Mazowieckiego.
Kontrowersyjne, szczególnie w Polsce, jest zaangażowanie Helgi Hirsch w stworzenie w Berlinie planowanego przez Związek Wypędzonych Centrum Przeciwko Wypędzeniom. Jest to projekt Eriki Steinbach i znanego w Polsce Powiernictwa Pruskiego. Ze względu na kontrowersje, jakie ów projekt wywołał w polskim społeczeństwie, Helga Hirsch zainicjowała w sierpniu 2004 roku napisanie listu otwartego, w którym znane osobistości pochodzące z dawnych obszarów niemieckich na wschodzie dystansują się od jakichkolwiek żądań związanych z wypłatą odszkodowań ze strony Polski. W piśmie z dnia 10 marca 2010 roku, skierowanym do niemieckiego ministra ds. kultury i mediów Bernda Neumanna, Helga Hirsch tłumaczy, że odchodzi z rady naukowej państwowej fundacji Ucieczka, Wypędzenie, Pojednanie, ponieważ nie widzi podstaw do dalszej współpracy.
Wspólnie z Joachimem Gauckiem, z którym w latach 1991–1998 pozostawała w nieformalnym związku, pracowała nad jego autobiografią, która ukazała się w 2009 roku. Pracowała również w jego sztabie wyborczym, gdy w 2010 roku kandydował na prezydenta Niemiec.

## Odznaczenia
W 2001 r. Helga Hirsch otrzymała Polsko-Niemiecką Nagrodę Dziennikarską im. Tadeusza Mazowieckiego.
Za film dokumentalny Coffee Beans for a Life opowiadający o polskim Żydzie otrzymała w roku 2005 nagrodę „Latücht” – Preis Neubrandenburg oraz w roku 2006 nagrodę za najlepszy film niemiecki podczas Lubelskiego Lata Filmowego.
3 września 2010 r. Helga Hirsch otrzymała Medal Wdzięczności Europejskiego Centrum Solidarności w budynku berlińskiego Reichstagu. Medal został wręczony przez prezydenta Rzeczypospolitej Polskiej Bronisława Komorowskiego.

## Książki
- 1985: Polnischer Frieden. Aufsätze zur Konzeption des Widerstands. Wyd. Hamburg: Rotbuch. ISBN 3-88022-305-X.
- 1998: Die Rache der Opfer. Deutsche in polnischen Lagern 1944-1950. Berlin: Rowohlt. ISBN 3-87134-308-0.

→ 1999: Zemsta ofiar. Niemcy w obozach w Polsce 1944-1950. Warszawa: Oficyna Wydawnicza Volumen. ISBN 83-7233-113-8.
- 2002: Ich habe keine Schuhe nicht. Geschichten von Menschen zwischen Oder und Weichsel. Hamburg: Hoffmann und Campe. ISBN 3-455-09360-4.

→ 2003: Nie mam keine buty. O ludziach między Odrą i Wisłą. Warszawa: W.A.B. ISBN 83-89291-49-5.
- 2004: Polen. Reisen mit Insider-Tipps. Ostfildern: Mairs Geographischer Verlag (Marco-Polo-Reiseführer). ISBN 3-8297-0306-6.
- 2004: Schweres Gepäck. Flucht und Vertreibung als Lebensthema. Mit einem Vorwort von Olga Tokarczuk. Hamburg: Edition Körber-Stiftung. ISBN 3-89684-042-8.
- 2007: Entwurzelt. Vom Verlust der Heimat zwischen Oder und Bug. Edition Körber-Stiftung, Hamburg 2007. ISBN 3-89684-065-7.
- 2008: Unbequeme Wahrheiten. Polen und sein Verhältnis zu den Juden. (przy współpracy z Barbarą Engelking) Frankfurt: Suhrkamp Verlag. ISBN 978-3-518-12561-8.
- 2011: Gehen oder bleiben? Juden in Schlesien und Pommern 1945-1957. Wallstein Verlag. Göttingen 2011, ISBN 978-3-8353-0930-2.
- 2012: Endlich wieder leben. Die fünziger Jahre im Rückblick von Frauen. Siedler Verlag. München 2012. ISBN 978-3-88680-989-9.

## Eseje
- 1994: Zur Berichterstattung über Deutschland in der polnischen Presse. W: Transodra 4/5, Winter 1993/94, S. 28–33[6].
- 1998: Bewältigen oder Verdrängen? Der deutsche und der polnische Umgang mit der jüngsten Geschichte. In: Ewa Kobylińska/Andreas Lawaty (Hg.): erinnern, vergessen, verdrängen. Polnische und deutsche Erfahrungen. Wiesbaden: Harrassowitz (= Veröffentlichungen des Deutschen Polen-Instituts Darmstadt, Bd. 11). S. 78–86. ISBN 3-447-04080-7.
- 2003: Flucht und Vertreibung. Kollektive Erinnerung im Wandel. W: Aus Politik und Zeitgeschichte, B40–41/2003, S. 14–26[7].